# Invicta FC 16: Hamasaki vs. Brown
Invicta FC 16: Hamasaki vs Brown foi um evento de MMA promovido pelo Invicta Fighting Championships. O evento foi realizado no dia 11 de Março de 2016.

## Background
O evento principal foi encabeçado por uma luta pela Campeã Peso Átomo Ayaka Hamasaki defendendo contra Amber Brown. O evento co-principal coroou uma campeã interina Peso Mosca em uma luta entre Vanessa Porto e Jennifer Maia enquanto a campeão Barb Honchak vai ficar um tempo fora. O evento foi programado para apresentar o retorno de Alexa Grasso contra Stephanie Eggink , no entanto Grasso quebrou a mão uma semana antes do evento e foi substituído por Angela Hill. Amberlynn Orr estava pronta para estrear contra Kelly McGill, mas Orr foi forçada a sair também devido a uma lesão e foi substituída por Aspen Ladd.

## Bônus da Noite
- Luta da Noite: Jennifer Maia vs Vanessa Porto e Sarah D'Alelio vs Andrea Lee
- Desempenho da Noite: Angela Hill